# Chaïbia Talal
Chaïbia Talal (tiếng Ả Rập: الشعيبية طلال) (1929 - 2 tháng 4 năm 2004) là một họa sĩ người Maroc.

## Tiểu sử
Chaïbia sinh ra ở Chtouka, một ngôi làng nhỏ gần El Jadida, Morocco. Bà đã kết hôn năm 13 tuổi, trước khi có một đứa con trai, và sau đó trở thành góa phụ ở tuổi 15. Khi chồng mất, bà làm giúp việc để kiếm tiền nuôi sống bản thân và con trai. Rồi một ngày nọ, bà nói rằng bà có một giấc mơ truyền cảm hứng cho bà dạy bản thân vẽ và trở thành một họa sĩ, điều mà bà đã làm.
Bà bị ảnh hưởng bởi các tác phẩm của các họa sĩ từ phong trào vẽ tranh CoBrA. Một số tác phẩm của bà cũng được một số người coi là một ví dụ về nghệ thuật ngây thơ.
Có một bộ phim tiểu sử Maroc 2015 được tạo ra về Chaïbia Talal, được gọi là Chaïbia, do Youssef Britel đạo diễn, David Villemin và Youssef Britel, và Saadia Azgoun đóng vai chính là Chaïbia Talal.

## Triển lãm
- 1966 - Viện Goethe, Casablanca - Morocco
- 1966 - Phòng trưng bày Solstice, Paris - Pháp
- 1966 - Salon des Surindépendants, Musée d'Art Moderne, Paris - Pháp
- 1969 - "Ecole marocaine", Copenhagen - Đan Mạch
- 1969 - "Kunstkabinett", Frankfurt - Đức
- 1970 - "Les Halles aux Idées", Paris - Pháp
- 1971 - "Dar America", Casablanca, Rabat, Marrakech, Fes, Tangier - Morocco
- Năm 1972 - Ventes aux enchères, Drouot, Paris - Pháp
- 1973 - Phòng trưng bày "L'œil de Bœuf" (CIPAC), Paris - Pháp
- 1974 - Phòng trưng bày "Ivan Spence", Ibiza - Tây Ban Nha
- 1974 - "Salon des Réalités Nouvelles", Paris - Pháp
- 1976 - "Biennale Keyboardrt", Menton - Pháp
- 1977 - "Salon de Mai", Musée d'Art Moderne, Paris - Pháp. "Salon des Réalités Nouvelles", Paris - Pháp
- 1980 - "Phòng trưng bày Engel", Rotterdam - Hà Lan
- 1980 - "Fondation Joan Miró ", Barcelona - Tây Ban Nha

## Giải thưởng
- Huy chương vàng của Hiệp hội Giáo dục và Khuyến khích Pháp. - Tháng 3 năm 2003.[6]